# Лірой Торнгілл
Лірой Пол Торнгілл (англ. Leeroy Paul Thornhill, *7 жовтня 1969, Баркінг, Лондон, Велика Британія) — англійський ді-джей та музичний продюсер, а також колишній танцюрист гурту The Prodigy. Його стиль танцю мав найбільший вплив на розвиток Мельбурнського шафлу. Він також відомий під псевдонімами Flightcrank та Longman.

## Біографія
Торнгілл народився у Баркінгу в Східному Лондоні, проте виріс у селі Рейн, що біля Брейнтрі, Ессекс. Був великим фанатом футболу та Джеймса Брауна. Палкий вболівальник лондонського «Арсеналу».
Лірой приєднався до The Prodigy разом з Кітом Флінтом та Максимом, після того як вони познайомилися з Ліамом Хаулеттом у клубі в м. Брейнтрі. Саме тоді вони вирішили, що Кіт та Лірой будуть учасниками гурту як танцюристи.
У 2000 році Торнгілл залишив The Prodigy та почав роботу над своїми сольними проектами під псевдонімами Longman і Flightcrank. Йому вдалось випустити кілька EP, проте вони не мали особливого успіху. Після цього він сфокусувався на роботі ді-джея, граючи у великих клубах.
Торнгілл активно працював з Subsonica, а також Hyper. Він навіть кілька раз з'являвся як ді-джей на виступах The Prodigy, з якими у нього залишились хороші стосунки.
Лірой також почав роботу над розвитком нью-скул брейкс лейблу Electric Tastebuds.
2018 року виступив на благодійному фестивалі ShevaFest, який проводився у Каневі. Метою проведення фестивалю є збір коштів на добудову Шевченківського культурного центру.

## Дискографія

### Сингли та EP
- Lowrise EP 12" (1993)
- The Longman EP 12" (1996)
- Flightcrank EP CD  Ltd & 2x7" Ltd (2000)
- Inside Out (Original Version) / Outside In 10", Ltd (2000)
- Amazing CD & 12 (2001)
- What U Need CD & 12" (2001)
- Wait for Me / Breaking Out Digital Download  (2018)
- The Calling / Vibrations Digital Download  (2018)